# Trujillanos
Trujillanos je španělská obec situovaná v provincii Badajoz (autonomní společenství Extremadura).

## Poloha
Obec je vzdálena 9,7 km od Méridy a 68,6 km od města Badajoz. Patří do okresu Tierra de Mérida - Vegas Bajas a soudního okresu Mérida. Obcí prochází dálnice A-5 a národní silnice N-V.

## Historie
V roce 1834 se obec stává součástí soudního okresu Mérida. V roce 1842 čítala obec 76 usedlostí a 200 obyvatel.

## Demografie
| Populace obce Trujillanos z let (1842–2010) | Populace obce Trujillanos z let (1842–2010) | Populace obce Trujillanos z let (1842–2010) | Populace obce Trujillanos z let (1842–2010) | Populace obce Trujillanos z let (1842–2010) | Populace obce Trujillanos z let (1842–2010) | Populace obce Trujillanos z let (1842–2010) | Populace obce Trujillanos z let (1842–2010) | Populace obce Trujillanos z let (1842–2010) | Populace obce Trujillanos z let (1842–2010) | Populace obce Trujillanos z let (1842–2010) | Populace obce Trujillanos z let (1842–2010) | Populace obce Trujillanos z let (1842–2010) | Populace obce Trujillanos z let (1842–2010) | Populace obce Trujillanos z let (1842–2010) | Populace obce Trujillanos z let (1842–2010) | Populace obce Trujillanos z let (1842–2010) | Populace obce Trujillanos z let (1842–2010) |
| ------------------------------------------- | ------------------------------------------- | ------------------------------------------- | ------------------------------------------- | ------------------------------------------- | ------------------------------------------- | ------------------------------------------- | ------------------------------------------- | ------------------------------------------- | ------------------------------------------- | ------------------------------------------- | ------------------------------------------- | ------------------------------------------- | ------------------------------------------- | ------------------------------------------- | ------------------------------------------- | ------------------------------------------- | ------------------------------------------- |
| 1842                                        | 1857                                        | 1860                                        | 1877                                        | 1887                                        | 1897                                        | 1900                                        | 1910                                        | 1920                                        | 1930                                        | 1940                                        | 1950                                        | 1960                                        | 1970                                        | 1981                                        | 1991                                        | 2001                                        | 2010                                        |
| 200                                         | 450                                         | 465                                         | 534                                         | 674                                         | 671                                         | 708                                         | 821                                         | 996                                         | 1 012                                       | 1 008                                       | 1 183                                       | 1 347                                       | 943                                         | 933                                         | 929                                         | 1 332                                       | 1 433                                       |